# Loewe-Massiv
Das Loewe-Massiv ein großes Massiv im ostantarktischen Mac-Robertson-Land. Es ragt im östlichen Teil der Aramis Range in den Prince Charles Mountains auf. Das gewundene Gipfelplateau ragt 600 m über die Eismassen an Nordflanke auf. Mount Loewe und die Medvecky Peaks sind Teil des Massivs.
Eine vom australischen Bergsteiger William Gordon Bewsher (1924–2012) geleitete Mannschaft entdeckte das Massiv 1956 im Rahmen der Australian National Antarctic Research Expeditions. Sein Name leitet sich vom Mount Loewe ab. Dessen Namensgeber ist der deutsche Polarforscher Fritz Loewe (1895–1974).